# Anyphops septemspinatus
Anyphops septemspinatus är en spindelart som först beskrevs av Lawrence 1937.  Anyphops septemspinatus ingår i släktet Anyphops och familjen Selenopidae. Inga underarter finns listade i Catalogue of Life.